# Ex parte Merryman
Ex parte Merryman, 17 F. Cas. 144 (CCD Md. 1861) (Nr. 9487), a fost un caz controversat în justiția federală din SUA⁠(d), care s-a ivit în urma Războiului Civil American. A fost un test al autorității președintelui de a suspenda „privilegiul înscrisului⁠(d) de habeas corpus” în temeiul clauzei de suspendare a Constituției, când Congresul era în vacanță și, prin urmare, nu era disponibil să facă acest lucru. Mai general, cazul a ridicat semne de întrebare cu privire la atribuțiile puterii executive de a refuza să execute hotărâri judecătorești atunci când executivul le consideră eronate și dăunătoare propriilor puteri juridice.
John Merryman⁠(d) era un important deținător de plantații din comitatul Baltimore, Maryland, care fusese arestat la plantația sa rurală pentru că a distrus podurile de cale ferată pe care se deplasau trupele Uniunii. Ținut prizonier în Fort McHenry⁠(d) din portul Baltimore, el a rămas inaccesibil justiției și autorităților juridice civile în general. Președintele⁠(d) Curții Supreme a SUA, Roger B. Taney, a decis în acest caz că autoritatea de a suspenda habeas corpus aparține exclusiv Congresului. Decizia lui Taney nu a fost o decizie a Curții Supreme.

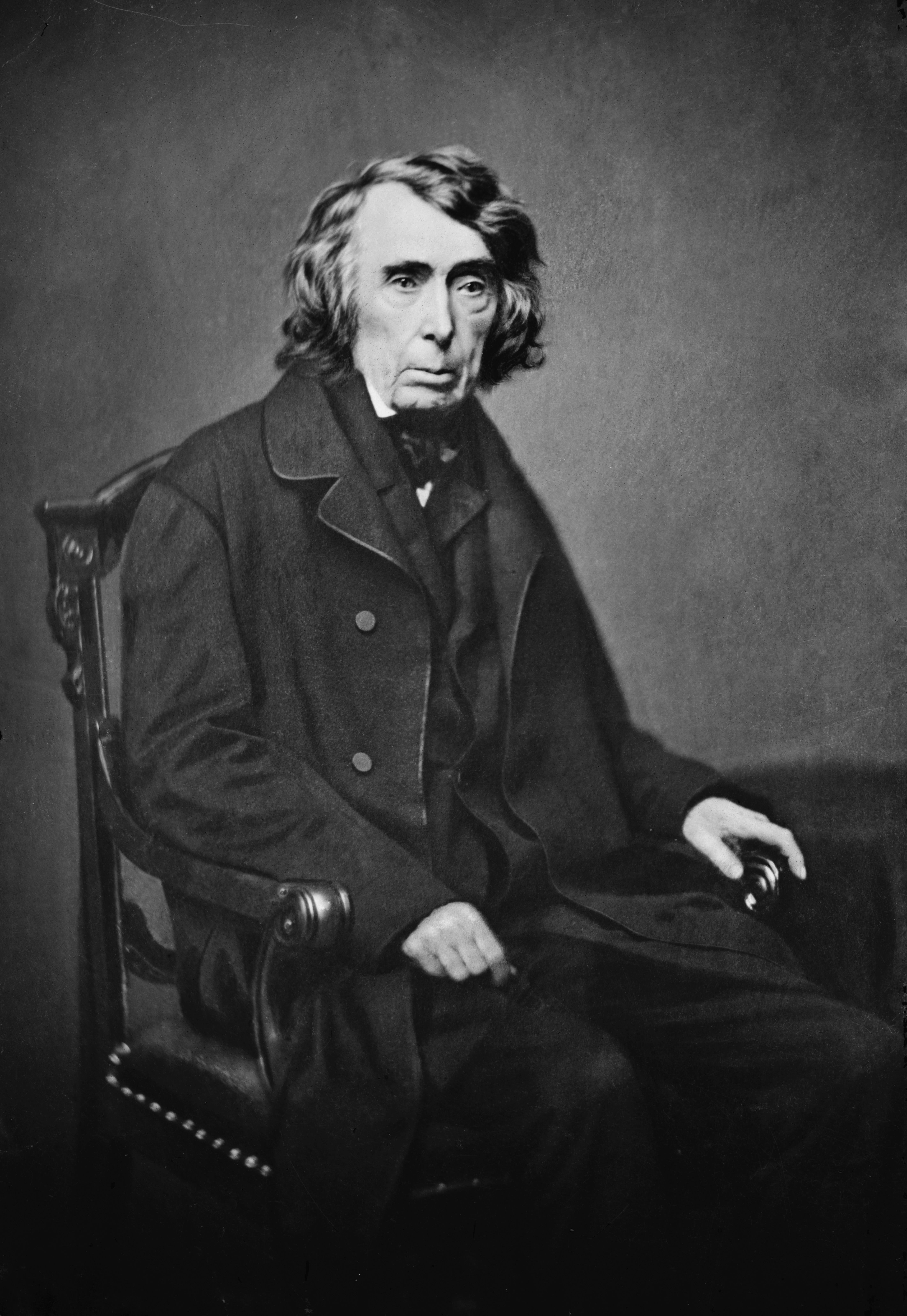
Președintele Curții Supreme a SUA, Roger B. Taney, a emis hotărârea în Ex parte Merryman.

Ramura executivă, inclusiv Armata Statelor Unite, sub autoritatea președintelui Statelor Unite în calitate de comandant suprem, a ignorat opinia lui Taney în cazul Merryman.
Taney și-a depus decizia în cazul Merryman la Tribunalul de Circuit al Statelor Unite ale Americii pentru Districtul Maryland, dar nu este clar dacă decizia lui Taney este o decizie a Tribunalului de Circuit. Un punct de vedere, bazat parțial pe exemplarul manuscris al lui Taney al deciziei sale din cazul Merryman, este că Taney a audiat acțiunea habeas sub autoritatea specială acordată judecătorilor federali de către Secțiunea 14 din Legea judiciară din 1789⁠(d). Potrivit acestui punct de vedere, Merryman a fost o opinie în camere⁠(d). Din cauza locului său jurisdicțional vag și a emiterii în grabă, sunt aspecte ale deciziei Merryman care rămân contestate până în prezent.